# Galactophora calycina
Galactophora calycina är en oleanderväxtart som först beskrevs av Huber, och fick sitt nu gällande namn av R. F. Woodson. Galactophora calycina ingår i släktet Galactophora och familjen oleanderväxter. Inga underarter finns listade i Catalogue of Life.